# Delissea fallax
Delissea fallax là loài thực vật có hoa trong họ Hoa chuông. Loài này được Hillebr. mô tả khoa học đầu tiên năm 1888.